# Tom Kelly (Songwriter)

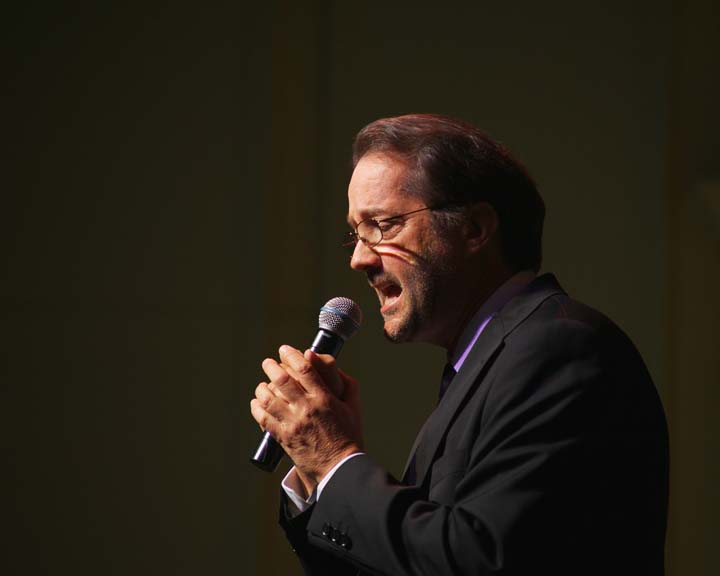
Tom Kelly

Thomas F. Kelly ist ein US-amerikanischer Musiker und Songwriter, der vor allem für seine Kompositionen zusammen mit Billy Steinberg in den 1980ern bekannt ist.

## Karriere
Tom Kelly versuchte sich lange selbst als Bandmusiker, schaffte es jedoch nicht, seine eigenen Songs erfolgreich umzusetzen. Ende der 1970er wurde er zum Songwriter und schrieb unter anderem für REO Speedwagon und Pat Benatar. Dann traf er auf Billy Steinberg und bildete mit ihm ein sehr erfolgreiches Songwriterduo. Ihr erster großer gemeinsamer Hit war Like a Virgin, der ein Nummer-eins-Hit in den USA wurde und Madonna den Durchbruch brachte. Bis in die 1990er Jahre hinein arbeiteten Steinberg und Kelly zusammen und schrieben zahlreiche Charthits, von denen insgesamt fünf in den USA Platz eins erreichten. 2011 wurden beide gemeinsam in die Songwriters Hall of Fame aufgenommen.

## Songwriting
alle Lieder zusammen mit Billy Steinberg
Nummer-eins-Hits (USA)
- Like a Virgin / Madonna
- True Colors / Cyndi Lauper
- So Emotional / Whitney Houston
- Eternal Flame / The Bangles (Co-Autorin: Susanna Hoffs)
- Alone / Heart

andere
- I Touch Myself / Divinyls (Co-Autoren: Chrissy Amphlett, Mark McEntee)
- I Drove All Night / Cyndi Lauper
- I’ll Stand by You / The Pretenders (Co-Autorin: Chrissie Hynde)